# Trabectedina
La trabectedina (nota anche come ecteinascidin 743 o ET-743) è un farmaco antitumorale, chimicamente una tetraidro isochinolina, scoperto nel 1969 e ricavato da un'ascidia marina caraibica: la Ecteinascidia turbinata.
È venduto dalle aziende Zeltia e Johnson & Johnson con il nome commerciale di Yondelis.

## Farmacodinamica
Come molti altri chemioterapici interagenti con il DNA, la trabectedina produce delle profonde perturbazioni del ciclo cellulare, che inducono la cellula alla morte cellulare programmata (apoptosi).
In particolare, il composto induce rallentamento della progressione del ciclo cellulare dalla fase G1 alla fase G2, un'inibizione della sintesi del DNA e un blocco marcato in fase premitotica (G2), che non sembra p53 dipendente. È stato inoltre dimostrato che le cellule in fase G1 sono ipersensibili al farmaco rispetto a quelle che si trovano in fase S e G2-M.
Il meccanismo attraverso il quale la trabectedina esplica attività antitumorale è tuttavia molto complesso e si articola in quattro modalità:
- legame al solco minore del DNA
- interferenza con i meccanismi di riparazione del DNA
- modulazione della trascrizione
- effetti sul microambiente tumorale

### Legame con il DNA
Il composto è di fatto il primo di una nuova classe di agenti leganti il DNA: pur agendo in modo simile agli alchilanti, differisce da questi, che legano il solco maggiore del DNA e formano crosslinks con la guanina in posizione N7 o O6, poiché si lega al solco minore del DNA, in particolare alla guanina in posizione N2. Il legame del farmaco al solco minore determina la formazione di addotti e induce un ripiegamento del DNA verso il solco maggiore con una modalità che sembra esclusiva di questo composto.

### Interferenza con i sistemi di riparazione del DNA
L'anello C del farmaco non si lega al DNA e sembra invece interagire con differenti proteine leganti il DNA, tra le quali membri del sistema NER (Nucleotide Excision Repair). Il sistema NER riconosce normalmente il DNA danneggiato e determina il reclutamento di diversi fattori che si portano a livello del sito danneggiato al fine di riparare le distorsioni presenti nella doppia elica. Tale sistema interviene frequentemente nei danni indotti da radiazioni ultraviolette, da alchilanti e altri cancerogeni, riparando efficacemente il danno. Nel caso degli addotti prodotti dalla trabectedina, al contrario, il NER non opta per la riparazione, ma piuttosto per l'induzione della morte cellulare, favorendo così l'azione del farmaco. Pertanto, diversamente dagli altri agenti interagenti col DNA, i quali richiedono un sistema NER poco efficiente, la trabectedina richiede un sistema NER efficiente per poter esercitare appieno la sua azione.
E' importante sottolineare che, comunemente ad altri composti a meccanismo d'azione simile (come gli alchilanti), la riparazione tramite ricombinazione omologa (HR- Homologue Recombination) e tramite ricombinazione non-omologa (NHR - Non Homologue Recombination) gioca un ruolo importante e cellule deficienti di tale sistema di riparazione risultano più sensibili all'azione della trabectedina. Deficienze a carico del sistema di mismatch repair non influiscono invece sull'attività citotossica del farmaco.

### Modulazione della trascrizione
Il farmaco agisce anche a livello della trascrizione. Modificazioni nella struttura del DNA indotti dalla trabectedina sembrerebbero infatti impedire il riconoscimento di fattori di trascrizione a specifiche sequenze consenso ricche in guanina e citosina. A livello cellulare la trabectedina non sembra comunque interferire con la trascrizione costituzionale, ma solo con quella di geni attivati. Ulteriori studi hanno inoltre evidenziato che, sebbene il farmaco leghi il solco minore del DNA, esplica effetti anche su promotori regolati da fattori di trascrizione che legano il solco maggiore del DNA. La trabectedina, inoltre, è selettivamente attiva solo su alcuni geni attivati e su questi favorisce o inibisce a sua volta i processi di trascrizione. Il fatto che il composto induca up-regolazione o down-regolazione sugli stessi geni di linee cellulari differenti suggerisce comunque la presenza di cofattori cellula-specifici, che giocano un ruolo importante nel modulare la capacità del farmaco di agire sulla trascrizione.

### Effetti sul microambiente tumorale
A basse concentrazioni il farmaco risulta agire anche sul micro-ambiente tumorale: appare infatti ridurre la produzione di fattori pro-infiammatori (CCL2) e interleuchine (IL6) da parte di monociti e macrofagi. CCL2 gioca un ruolo importante nel reclutamento di monociti sul sito tumorale, mentre IL6 è un fattore di crescita per molti tumori. Questi dati sono stati recentemente confermati da studi su linee cellulari di liposarcoma.

## Impiego clinico
Il 17 settembre 2007 l'Agenzia europea per i medicinali (EMA) ha rilasciato autorizzazione all'immissione in 
commercio per Yondelis, nel trattamento di:
- sarcomi dei tessuti molli (principalmente liposarcoma e leiomiosarcoma)[13]
- carcinoma dell'ovaio.[14]

Per quanto riguarda il sarcoma dei tessuti molli avanzato, si prevede l'impiego del farmaco dopo fallimento terapeutico di antracicline e ifosfamide o per pazienti non candidabili a tale trattamento. Per quanto riguarda invece il carcinoma ovarico, la trabectedina viene impiegata in associazione con doxorubicina liposomiale pegilata (PLD) nel trattamento di pazienti con recidiva di cancro ovarico, sensibili al platino.  Anche la Food and Drug Administration americana ha concesso lo status di farmaco orfano alla trabectedina per il trattamento di queste due patologie. Mentre in Russia e Corea del Sud il composto è approvato per il trattamento del sarcoma avanzato. Sono inoltre in corso, o conclusi da poco, studi clinici per il trattamento del tumore della mammella, del carcinoma della prostata e dei sarcomi pediatrici.

## Tossicità
La maggior parte delle ricerche ha dimostrato che la trabectedina presenta un buon profilo di sicurezza e nella maggior parte dei pazienti è ben tollerata. In uno studio riguardante il trattamento del sarcoma, solo il 5% dei pazienti ha richiesto ospedalizzazione dovuta agli effetti collaterali del farmaco. I più comuni effetti collaterali, anche se meno frequenti se confrontati agli altri chemioterapici, sono risultati essere: 
- nausea
- vomito
- fatigue

Uno studio dell'European Organisation for the Research and Treatment of Cancer (EORTC) ha tuttavia messo l'accento sulla tossicità ematologica: neutropenia, trombocitopenia e anemia sono risultati i principali fattori dose-limitante, però rapidamente reversibili con la sospensione del farmaco. Lo stesso studio ha evidenziato altresì l'epatotossicità, come testimoniato dall'aumento delle transaminasi nel 35 – 45% dei pazienti e dalla colangite subclinica (42 – 63%), caratterizzata da un aumento della fosfatasi alcalina e/o della bilirubina. Dati simili sono pervenuti da altre ricerche.

### Riviste
- S. El-Safadi, U. Stahl; HR. Tinneberg; A. Hackethal; K. Muenstedt, Primary signet ring cell mucinous ovarian carcinoma: a case report and literature review., in Case Rep Oncol, vol. 3, n. 3, settembre 2010,  pp. 451-7, DOI:10.1159/000323003, PMID 21611142.
- W. Lamm, G. Amann; T. Brodowicz, Case Report of Suspected Rhabdomyolysis during Treatment with Trabectedin in a Patient with Metastatic Leiomyosarcoma., in Case Rep Oncol, vol. 3, n. 3, settembre 2010,  pp. 477-9, DOI:10.1159/000323261, PMID 21611101.
- C. Gajdos, A. Elias, Trabectedin: safety and efficacy in the treatment of advanced sarcoma., in Clin Med Insights Oncol, vol. 5, 2011,  pp. 35-43, DOI:10.4137/CMO.S4907, PMID 21499557.
- PA. Cassier, A. Duret; O. Trédan; N. Carrabin; P. Méeus; I. Treilleux; JP. Guastalla; I. Ray-Coquard, New developments in treatment of ovarian carcinoma: focus on trabectedin., in Cancer Manag Res, vol. 2, 2010,  pp. 233-42, DOI:10.2147/CMR.S9459, PMID 21188115.
- T. Schmitt, E. Keller; S. Dietrich; P. Wuchter; AD. Ho; G. Egerer, Trabectedin for metastatic soft tissue sarcoma: a retrospective single center analysis., in Mar Drugs, vol. 8, n. 10, 2010,  pp. 2647-58, DOI:10.3390/md8102647, PMID 21116412.
- KA. Thornton, Trabectedin: the evidence for its place in therapy in the treatment of soft tissue sarcoma., in Core Evid, vol. 4, 2010,  pp. 191-8, PMID 20694075.
- M. D'Incalci, CM. Galmarini, A review of trabectedin (ET-743): a unique mechanism of action., in Mol Cancer Ther, vol. 9, n. 8, agosto 2010,  pp. 2157-63, DOI:10.1158/1535-7163.MCT-10-0263, PMID 20647340.
- SB. Kaye, N. Colombo; BJ. Monk; S. Tjulandin; B. Kong; M. Roy; S. Chan; E. Filipczyk-Cisarz; H. Hagberg; I. Vergote; C. Lebedinsky, Trabectedin plus pegylated liposomal doxorubicin in relapsed ovarian cancer delays third-line chemotherapy and prolongs the platinum-free interval., in Ann Oncol, vol. 22, n. 1, gennaio 2011,  pp. 49-58, DOI:10.1093/annonc/mdq353, PMID 20643863.
- EJ. Soini, B. García San Andrés; T. Joensuu, Trabectedin in the treatment of metastatic soft tissue sarcoma: cost-effectiveness, cost-utility and value of information., in Ann Oncol, vol. 22, n. 1, gennaio 2011,  pp. 215-23, DOI:10.1093/annonc/mdq339, PMID 20627875.
- EL. Simpson, R. Rafia; MD. Stevenson; D. Papaioannou, Trabectedin for the treatment of advanced metastatic soft tissue sarcoma., in Health Technol Assess, 14 Suppl 1, maggio 2010,  pp. 63-7, DOI:10.3310/hta14Suppl1/09, PMID 20507805.
- G. Germano, R. Frapolli; M. Simone; M. Tavecchio; E. Erba; S. Pesce; F. Pasqualini; F. Grosso; R. Sanfilippo; PG. Casali; A. Gronchi, Antitumor and anti-inflammatory effects of trabectedin on human myxoid liposarcoma cells., in Cancer Res, vol. 70, n. 6, marzo 2010,  pp. 2235-44, DOI:10.1158/0008-5472.CAN-09-2335, PMID 20215499.
- RA. van Waterschoot, RM. Eman; E. Wagenaar; CM. van der Kruijssen; H. Rosing; JH. Beijnen; AH. Schinkel, ABCC2, ABCC3, and ABCB1, but not CYP3A, Protect against Trabectedin-Mediated Hepatotoxicity., in Clin Cancer Res, vol. 15, n. 24, dicembre 2009,  pp. 7616-7623, DOI:10.1158/1078-0432.CCR-09-2127, PMID 19996204.

### Testi
- (EN) Derek G. Waller, Andrew G. Renwick e Keith Hillier, Medical Pharmacology and Therapeutics, Elsevier srl, 20 ottobre 2009,  pp. 565–, ISBN 978-0-7020-2991-2.
- (EN) Heinz Mehlhorn, Nature Helps...: How Plants and Other Organisms Contribute to Solve Health Problems, Springer, 29 giugno 2011,  pp. 162–, ISBN 978-3-642-19381-1.
- (EN) Richard R. Barakat, Maurie Markman e Marcus Randall, Principles and Practice of Gynecologic Oncology, Lippincott Williams & Wilkins, 1º maggio 2009,  pp. 498–, ISBN 978-0-7817-7845-9.
- (EN) Sotiris Missailidis, Anticancer Therapeutics, John Wiley and Sons, 13 ottobre 2008,  pp. 121–, ISBN 978-0-470-69703-0.
- (EN) Gail Wilkes, Gail M Wilkes, R.N., M.S., Margaret Barton-Burke, Margaret Barton-Burke, R.N., PH.D., 2011 Oncology Nursing Drug Handbook, Jones & Bartlett Publishers, 14 dicembre 2010,  pp. 319–, ISBN 978-1-4496-0013-6.
- (EN) Roland T. Skeel e Samir Khleif, Handbook of Cancer Chemotherapy, Lippincott Williams & Wilkins, 23 maggio 2011,  pp. 320–, ISBN 978-1-60831-782-0.
- (ES) Hueman, M.T., Clínicas Quirúrgicas de Norteamérica 2008. Volumen 88 no 3: Sarcomas de partes blandas, Elsevier España,  pp. 18–, ISBN 978-84-458-1979-1.